# Les Musulmans fumants
Les Musulmans fumants est un collectif d'artistes français, actif de 1980 à 1990, emblématique de l'art urbain parisien, parfois assimilé à la Figuration libre. Leur nom emprunte à celui d'un gang dans le roman Il pleut des coups durs de Chester Himes. 

## Historique
Le groupe a été fondé à la fin de l'été 1980 à Formentera, par César Maurel, Tristam et Philippe Waty. Francky Boy les rejoint peu après leur retour à Paris. En 1981 a lieu leur première exposition, à Paris, avec Hervé Di Rosa et Robert Combas. L'année suivante, le collectif expose dans le cadre de l’International Contemporary Art Fair, au Riverside Studio de Londres. Fabrice Langlade et Dominique Gangloff intègrent le groupe. En 1983, ils organisent une exposition pirate à la FIAC. En 1984, ils réalisent le logo de la boîte de nuit parisienne Le Palace. Jusqu'en 1990, ils exposent en France et en Europe et réalisent des fresques (maison de Coluche en 1984, boîte de nuit The Limelight à Londres en 1987…).
Dans une exposition au Riverside Studio à Londres, ils utilisent le nom de Stalin Steamin.
À la suite semble-t-il d'incidents liés à son nom, le groupe se sépare à la fin des années 1980 « sans violence ni aigreur ».  
Philippe Waty est mort en février 2012, en Thaïlande, peu après la rétrospective à la galerie Intuiti.  

## Membres
- Francky Boy (François Sévéhon), né en 1954, qui a, entre autres, signé la pochette de l'album emblématique du groupe Téléphone, Un autre monde.
- Tristam Dequatremare, né en 1958, par ailleurs interprète de la chanson Bonne, bonne humeur ce matin en 1988[4],[5].
- Philippe Waty (1956-2012), dont le surnom, La Wat, aurait inspiré à Pierre Grillet le tube C’est la ouate, interprété par Caroline Loeb[2].
- Dominique Gangloff (mort en 1983)[6].
- Fabrice Langlade.
- César Maurel, né à Paris en 1959. Il réside au Costa Rica depuis 1981 mais a continué ponctuellement à participer aux activités du groupe. Il a poursuivi une carrière comme poète en langue espagnole et comme comédien au cinéma.

## Exposition
- 1981 : Espace Blancs-Manteaux, Paris.
- 1982 : Le Palace, Paris.
- 1983 :
  - Espace Pierre Cardin, Paris.
  - Riverside Studio, Londres.
- 1984 : Paulo Salvador Gallery, New York.
- 1985 :
  - Maison de la Culture de Rennes, Rennes.
  - Galerie de Nesles, Paris.
  - International Contemporary Art Fair, Londres.
- 1986 :
  - Galerie « Les ateliers fantasques », Lyon.
  - Espace Orlandi, Genève.
  - Galerie Le Roman, Paris.
  - Le Palace, Paris.
  - Maître Binoche, Paris.
  - Salon des indépendants, Paris.
  - Galerie Jean-Marc Patras, Paris.
- 1987 :
  - Espace Kiron, Paris.
  - Limelight, Londres.
  - Galerie Flora, Paris.
- 1988 :
  - Espace Claudine Bréguet, Paris.
  - The Black Bull Gallery, Londres.
- 1989 : Centre culturel français de Belgrade.
- 1990 : Galerie Sanguine.
- 5-29 septembre 2007 : Subway Gallery, Londres, exposition « revival » Steaming London[7], organisée par Marc Zermati.
- 4 février-1er mars 2012 : galerie Intuiti, Paris, rétrospective Au secours ! Ils reviennent…[8].